# Senoculus nigropurpureus
Senoculus nigropurpureus is een spinnensoort uit de familie Senoculidae. De soort komt voor in Paraguay.